# Georges Gazier
Pour les articles homonymes, voir Gazier.
Georges Gazier, né à Paris dans le 5e arrondissement le 13 avril 1875 et mort dans le 6e arrondissement de la même ville le 5 mars 1951, est un conservateur et historien français. Il est en poste à la la bibliothèque municipale de Besançon (1903-1937), puis à la bibliothèque universitaire (1927-1937).

## Biographie

### Famille et formation
Né le 13 avril 1875, il est le troisième des neuf enfants d’Augustin Gazier, professeur de littérature à la Sorbonne et de Louise Roguet,.
Georges Gazier fit ses études secondaires à Louis-le-Grand ; puis il entra à l’Ecole des Chartes tout en passant sa licence ès-lettres en histoire. Il soutient sa thèse sur le « Procès de La Chalotais et l'affaire du Parlement de Bretagne » en 1899 et obtient le titre d'archiviste-paléographe.
Le 6 novembre 1907 il épouse une franc-comtoise Madeleine Marie Chenoz.

### Carrière de conservateur des bibliothèques
En 1903, il devient bibliothécaire-adjoint à Besançon avant de succéder quelques mois plus tard au conservateur Marcel Poète. Conservateur de la bibliothèque de 1903 à 1937, ses actions font entrer la bibliothèque dans l’ère contemporaine. En effet, il a notamment réglementé les prêts à domicile dans un souci d’ouvrir les collections que contient la bibliothèque à un plus grand nombre. C’est également l’époque de l’arrivée dans les locaux de la bibliothèque des fonds de l’Archevêché et du Grand Séminaire à la suite de la séparation de l’Église et de l’État en 1905. Enfin, la principale œuvre qu’a réalisée Georges Gazier en tant que conservateur est le classement et le catalogage des archives communales antérieures à 1790. Ces inventaires ont été rédigés à la main et seule la série BB a été publiée. En 1927, il est nommé à la tête de la bibliothèque universitaire de Besançon en plus de la municipale.

### Érudit et enseignant à l'Université de Besançon
Son poste de conservateur n'est pas sa seule activité. En effet, passionné par l'histoire de la Franche-Comté, il publie de nombreux ouvrages sur le sujet. Parallèlement, il est chargé pendant plusieurs décennies d’un cours complémentaire d'histoire régionale notamment d’histoire moderne à l'université, il dispense également des cours d'archéologie, de paléographie, d’histoire de l’art pour les étudiants,. Il enseigne aux côtés de l'archiviste-paléographe Maurice Pigallet.
Enfin, il  participe activement aux sociétés savantes de Besançon et de Franche-Comté (plus de 180 communications dont 110 publiées). Il est membre de 1903 à 1951 et secrétaire décennal en 1905 de la Société d'Emulation du Doubs, membre de celle du Jura de 1913 à 1951,, et joue un rôle important à l'Académie des Sciences, Belles-Lettres et Arts de Besançon ou encore des Bibliophiles comtois.

### Première Guerre mondiale
Durant la guerre de 1914-1918, Georges Gazier est mobilisé dans le 54e R.I. de Territoriales fondu dans le 60e R.I où il est blessé. Il est d’ailleurs cité à l'ordre du jour de l'armée le 10 juillet 1915 : « Au cours d'une attaque de nuit a conduit sa compagnie avec un sang- froid, une méthode et un courage remarquables. Blessé au début de l’action, a conservé son commandement pendant plus de deux heures et ne l'a abandonné qu'au moment de défaillir ». Il participe à la bataille de Verdun et est promu sur le front capitaine puis commandant du 223e R.I. Il est décoré de la Croix de guerre et est nommé chevalier de la Légion d’honneur.

### Fin de vie
En 1938, Georges Gazier est remplacé dans ses fonctions de bibliothécaire par Maurice Piquard. Pendant la guerre et l’Occupation, il continue à apporter son aide et ses conseils à la bibliothèque, car son successeur est retenu aux armées puis en zone libre jusqu’en 1942. Durant la même période, sa femme tombe gravement malade, ce qui le conduit à lui conserver la majorité de ses tickets de ravitaillement. Cela a néanmoins d'importants effets négatifs sur sa propre santé. Après la mort de sa femme en 1944, Gazier, très affaibli, retourne s’établir à Paris auprès de ses sœurs. Ces dernières prennent soin de lui jusqu’à sa mort en 1951. Il décède au 36, rue Madame.

## Publications
- Un Manuscrit autobiographique inédit de Charles Nodier, discours prononcé au Congrès de l'Association franc-comtoise, tenu à Besançon, le 1er août 1904, Besançon, Impr. de Dodivers, 1905.
- La Mort de J.-J. Rousseau, récit fait par Thérèse Levasseur à l'architecte Paris à Ermenonville, Besançon, Impr. de Dodivers, 1907.
- Jean-Baptiste Considérant, de Salins, 1771-1827, lecture faite au Congrès de l'Association franc-comtoise à Salins, le 4 août 1908, Besançon, Impr. de Dodivers, 1909.
- Inventaire sommaire des Archives communales antérieures à 1790, rédigé par Max Prinet, Just Berland et Georges Gazier,... Série BB (administration communale). Tome Ier, 1290-1576, Georges Gazier (1875-1951), Just Berland (1876-1951), Max Prinet (1867-1937), Besançon, Impr. de Dodivers, 1912.
- Le Chanoine Rossignol, ancien curé de l'église Sainte-Madeleine de Besançon, ancien président de la Société d'émulation du Doubs, Besançon, Impr. de Dodivers, 1913.
- Les Jeux à Besançon dans l'ancien temps (1914), Besançon, Impr. de Dodivers, 1914.
- L'Armistice du 11 novembre sur le front. L'Entrée en Alsace (1921), Besançon, Impr. de Dodivers, 1921.
- Léonce Pingaud (1841-1923), Besançon, Dodivers, 1924 (notice biographique sur l'historien Léonce Pingaud).
- Les Mémoires manuscrits d'Achille de Jouffroy, marquis d'Abbans (1785-1859), Besançon, Impr. de l’Est, 1928.
- Les Projets d'embellissement de Besançon au XVIIIe siècle (1929), Besançon, Impr. de l’Est, 1929.
- Un livre récent sur la cuisine franc-comtoise, Besançon, Impr. de Dodivers, (s. d.).

## Distinctions

### Décorations
- Officier de la Légion d'honneur en 1931[9] (chevalier en 1915[9]).
- Croix de guerre 1914–1918, palme de bronze (1 citation à l’ordre de l’armée)[9],[8].
- Officier de l'Instruction publique [10].

### Hommage
- Rue George Gazier à Besançon.